# 顺成公园

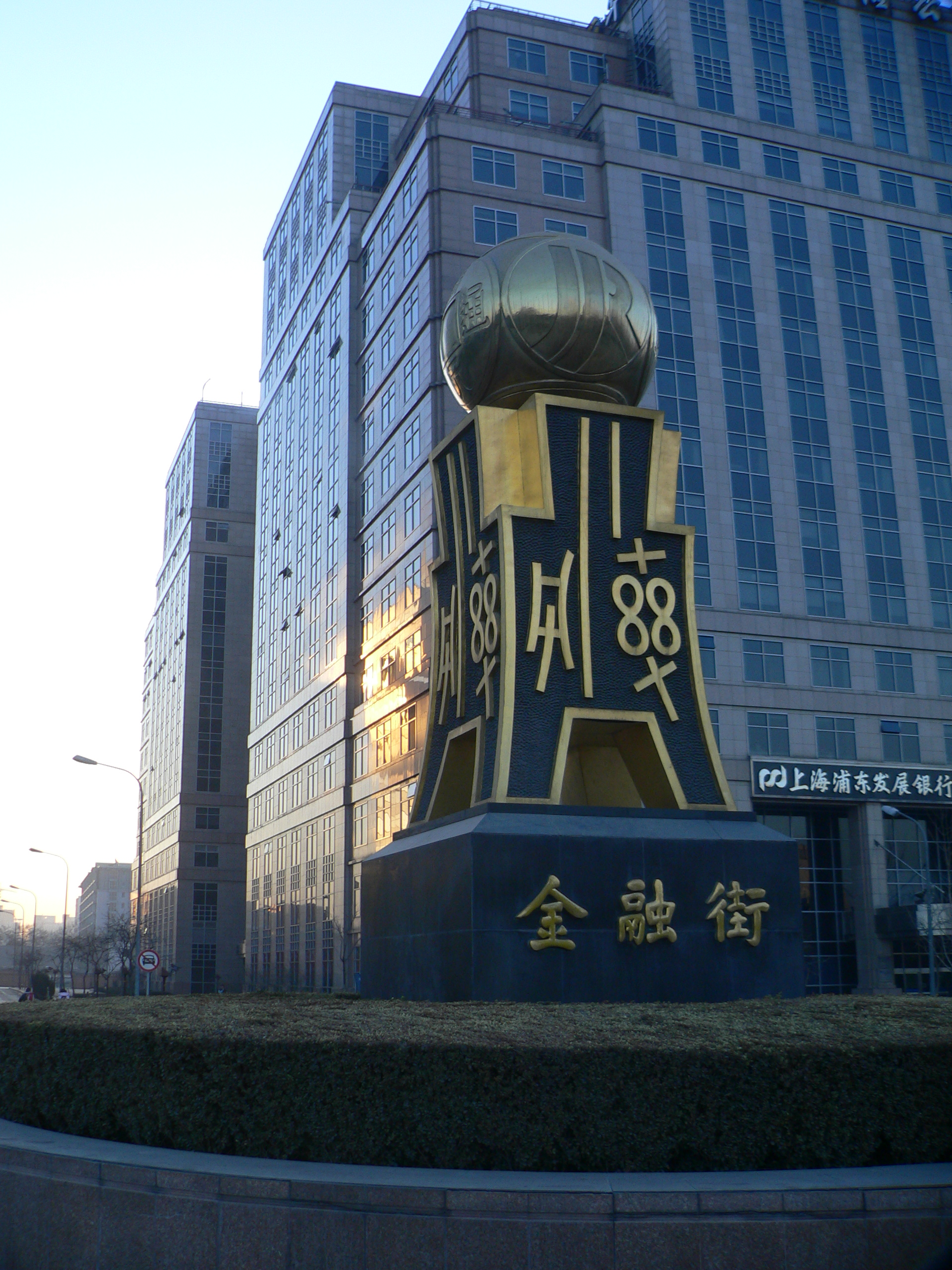
顺成公园南端金融街广场的《古币——金融》雕塑

顺成公园是位于北京市西城区西二环东侧的一片狭长形开放式城市景观绿地，地处北京金融街地区。

## 简介
顺成公园南起复兴门立交桥，北至官园路口，全长2.4公里，平均宽约30米，总面积约6.64公顷。公园被阜成门立交桥自然地分为南、北两部分，南段自复兴门至阜成门，长约1.5公里，主题为金融；北段自阜成门至官园路口，长约900米，以绿化和旧京风情为主题。
顺成公园南段紧邻北京金融街，附近分布着中国人民银行等金融机构，因此以金融为公园的设计主题，南段以金融街喷泉广场为景观中心，通过喷泉、雕塑、座椅、灯饰等建筑小品分别表现了金融的历史现在与未来，公园主题与周围环境相得益彰。金融街喷泉广场是为迎接中华人民共和国成立五十周年国庆而于1999年新建。2012年，金融街喷泉广场举办了12场露天音乐会，由金融街街道出资邀请中央民族乐团演出。金融街街道决定此后将金融街喷泉广场建成音乐广场。
顺成公园北段采用直线形布局，以一条133米的玻璃风雨长廊为公园的核心建筑，周围布置了以海棠花树为主体的绿化小品，同时通过一系列旧京生活题材的雕塑突出了公园北段旧京风情的主题。
顺成公园采取全开放设计，不设围墙，不售门票，以居住在西二环附近的市民和在金融街工作的职员为主要服务对象，是一处公益型城市开放空间。
2004年，顺成公园在北京市园林局组织的“第二届精品公园评选中”获评选精品公园。

## 金融文化园
1999年，西城区人民政府建议，在金融街区域建设体现金融文化的景观。正逢“世界钱币大会”第一次在中国举办，于是在金融街B区城市绿化带建设以“金融文化”为主题的公园的设计方案获通过，2002年建成。
金融文化园汇集了世界各国和中国历代钱币造型、金融文化雕塑。园中央是一座以算盘为雏形的青铜主题雕塑《金融世界》，高3.5米，宽6米，用算盘珠布成一幅世界地图，体现了中国对世界金融发展的贡献，算盘框架上装饰的各国纸币花纹体现了“金融世界”主题。作者仲马。
金融文化园东南区的绿化带内立有一个高约2.5米的镜面不锈钢雕塑《计算器》。将现代袖珍计算器和古代算盘扭合在一起，计算器上显示数字“00002002.10.01”，意为向中华人民共和国建国53周年献礼。计算器背面是一张中国银行信用卡卡面图样。作者朱尚熹。
以主题雕塑《金融世界》为中心，向南北呈“S”形展开一条长约500米的甬路，南到广宁伯街，北到武定侯街。这条步行街铺有防滑长方形砖，其间分布有按中国历代钱币图案制作的铸铜雕塑，包括自春秋战国至明清时期的钱币42枚，每种都标有钱币名称及年代。
甬路两侧大理石基座上有直径0.6米、不锈钢制的各国家和地区硬币雕塑，共有美国、英国、德国、法国等21个国家的21枚钱币模型。作者王虎。起初每个硬币雕塑旁都嵌有一枚真币并配铜牌说明，但不久真币和铜牌都遗失。甬路旁的绿地中有5块景观石，利用其表面自然纹路和凹凸简单修饰，使其隐现古币图案。

## 金融街广场
金融街广场接近顺成公园南端。广场中央为雕塑《古币——金融》。1999年8月31日，雕塑《古币——金融》建成。雕塑和基座总高约6米；基座高约1.5米，用黑色花岗岩贴面；雕塑高约4.5米，用紫铜作旧、麻点处理，布币上凸现的花纹采用贴金处理，由一个战国布币造型的鼎座和一个刻有“开元通宝”等字的球形组成。雕塑下半部是先秦布币“隰巾”造型，币上图案即此二字的先秦文字。该雕塑由北京中雕环亚公司刘学忠、冯英澍设计。

## 周边雕塑
- 金融街广场北边绿地上，安置有一件大型不锈钢雕塑。造型像个闪亮的银环。该片绿地不属于金融街广场及步行街的范围，而属于西二环绿化带。
- 《永恒》：位于中国电信集团公司门前，为大理石雕塑。作者曹国昌。
- 《煤骆驼》：位于阜成门桥以北，2003年作为“西二环绿色城墙工程” 的一部分设置。阜成门过去是骆驼队运煤进北京的重要通道。这组铸铜雕塑是两匹向京城运煤的骆驼趴在地上休息，一位运煤老人蹲在煤剁前吸旱烟。雕塑没有底座，直接放在碎石路面上。作者孙伟。
- 西二环绿色城墙工程向北延伸到官园桥。官园桥南有一小型休闲广场。广场中有个池塘，池中放置铜质荷叶，池塘边有巨大的铜莲藕，高度与座椅相仿。池塘另一侧立有父子垂钓的雕塑，远处还有一个坐在池边扭身望向池中的小女孩铜像。